# 병사의 이야기
병사의 이야기는 샤를 페르디낭 라뮈의 대본에 이고르 스트라빈스키가 작곡한 음악극이다. 원제에 낭독과 연기와 춤을 위한 것이라는 설명이 붙어 있다. 기본적인 무대 배역은 낭독자와 병사와 악마 역을 맡은 세 명의 연기자 및 공주 역의 무용수 한 명으로 이루어지며, 음악은 일곱 대의 악기 편성(바이올린, 콘트라베이스, 바순, 코넷, 트롬본, 클라리넷, 타악기)으로 이루어진다.

## 작곡의 배경
이 작품은 불새와 페트루슈카, 봄의 제전 등 대규모 발레곡들을 창작한 시기를 지나서 신고전주의 시기로 이행하던 시기에  작곡되었다. 이 당시 스트라빈스키는 제일차세계대전과 러시아 혁명의 와중에 러시아가 겪고 있던 정치적 격변으로 인해 고국에 돌아가지 못하고 스위스에서 피난 생활을 하고 있었다.
스위스 지휘자 에르네스트 앙세르메(Ernest Ansermet)는 그를 작가인 샤를 페르디낭 라뮈에게 소개하였다. 라뮈는 스트라빈스키를 위해 병사의 이야기의 대본을 썼는데, 이 대본은 러시아 작가인 알렉산드르 아파나시예프의 러시아 민담집에 나오는 한 이야기에서 모티브를 얻은 것이었다.

## 극의 줄거리
제 일 부: 조셉이라는 이름의 한 병사가 휴가를 얻어 고향으로 돌아오는 길에 악마를 만난다. 조셉은 악마의 제안에 따라 자기 바이올린을 악마에게 주고 그 대가로 미래를 미리 알 수 있는 책을 받는다. 악마의 집에서 사흘을 묵고 고향에 돌아온 조셉은 그 동안 실제로는 삼 년의 시간이 지나갔고 그의 약혼자는 다른 사람과 결혼한 것을 알게 된다. 실망과 낙담에 빠진 조셉은 악마를 원망하지만 악마는 조셉더러 책을 이용하여 재물을 맘대로 모으라고 부추긴다. 조셉은 실제로 거부가 되어 막대한 재산을 갖게 된다. 하지만 어느 날 조셉은 막대한 부를 가졌음에도 불구하고 평범한 사람들이 누리는 행복을 갖지 못한 것으로 인해 깊은 공허감에 빠진다. 노파로 나타난 악마가 그에게 바이올린 하나를 건네주지만 그는 더 이상 바이올린을 켤 수 없게 되었다는 것을 알게 된다. 절망한 조셉은 바이올린을 내동댕이치고 책을 찢어버린다.
제 이 부: 조셉은 모든 재산을 버리고 정처 없이 떠나 다른 나라로 간다. 거기서 조셉은 병든 공주를 고치는 자에게 공주와 결혼할 특권을 준다는 왕의 포고를 듣는다. 조셉은 왕을 알현하고 자신이 의사라고 속여서 공주를 진찰할 기회를 얻는다. 이때 악마도 공주를 고치러 왕궁에 온다. 악마는 자신이 바이올린 연주로 공주를 고칠 수 있으며, 조셉은 아무 치료법도 갖고 있지 않다고 말한다. 조셉은 다시 절망에 빠지지만, 곧 자기가 아직도 악마의 돈을 가지고 있기 때문에 악마의 힘에 사로잡혀 있다는 것을 깨닫게 된다 (대본에서는 낭독자가 개입하여 이 사실을 조셉에게 일러주는 식으로 되어 있다). 조셉은 악마와의 카드 도박을 벌여 가진 돈을 모두 잃음으로써 오히려 악마의 손아귀에서 벗어나고, 돈을 다 딴 악마는 힘을 잃고 쓰러진다. 다시 바이올린을 연주할 수 있게 된 조셉은 음악으로 공주를 치료한다. 악마는 조셉이 이 작은 나라 국경을 넘기만 하면 그를 붙잡아 가겠다고 말한다. 공주와 결혼한 조셉은 그의 정체에 대해 궁금해하는 공주의 질문 때문에 다시 옛 고향과 어머니 등 잃어버린 것들을 생각하게 된다. 그는 악마 몰래 국경을 넘어 잠깐 고향에 가서 어머니를 다시 찾고자 한다. 그가 국경을 넘자마자 갑자기 나타난 악마에게 붙잡히고 그에게 끌려가고 만다.

## 공연
작품의 초연은 세르게이 피토예프의 연출과 에르네스트 앙세르메의 지휘로 1918년 9월 28일에 로잔 시립 극장에서 이루어졌다. 스페인 독감의 창궐로 스위스 내에서의 후속 공연 계획이 무산되었고, 1923년에 파리에서 다시 공연되었다.

## 모음곡

### 1919년
피아노, 클라리넷, 바이올린을 위한 모음곡
1. 병사의 행진
2. 병사의 바이올린
3. 작은 음악회
4. 탱고/ 왈츠/ 래그타임
5. 악마의 춤

### 1920년
원곡의 악기 편성에 따른 모음곡
1. 병사의 행진
2. 시냇가의 선율
3. 목가
4. 왕의 행진
5. 작은 음악회
6. 세 춤곡: 탱고/ 왈츠/ 래그타임
7. 악마의 춤
8. 작은 코랄/ 큰 코랄
9. 악마의 승리의 행진

## 대표적인 음반들
- Ensemble instrumental, Igor Markevitch 지휘, Jean Cocteau 낭독, Jean-Marie Fertey 병사, Peter Ustinov 악마, Anne Tonietti 공주 (Philips)
- Ensemble instrumental, Charles Dutoit 지휘, François Simon, François Berthet, Gérard Carrat (Erato).
- Ensemble InterContemporain, Pierre Boulez 지휘, Roger Planchon 낭독, Patrice Chéreau 병사, Antoine Vitez 악마 - Erato Disques 1980
- Boston Symphony Orchestra 단원들, Gabriel Cattand 낭독, François Périer 병사, Philippe Clay 악마 - Deutsche Grammophon